# Joshua Jortner

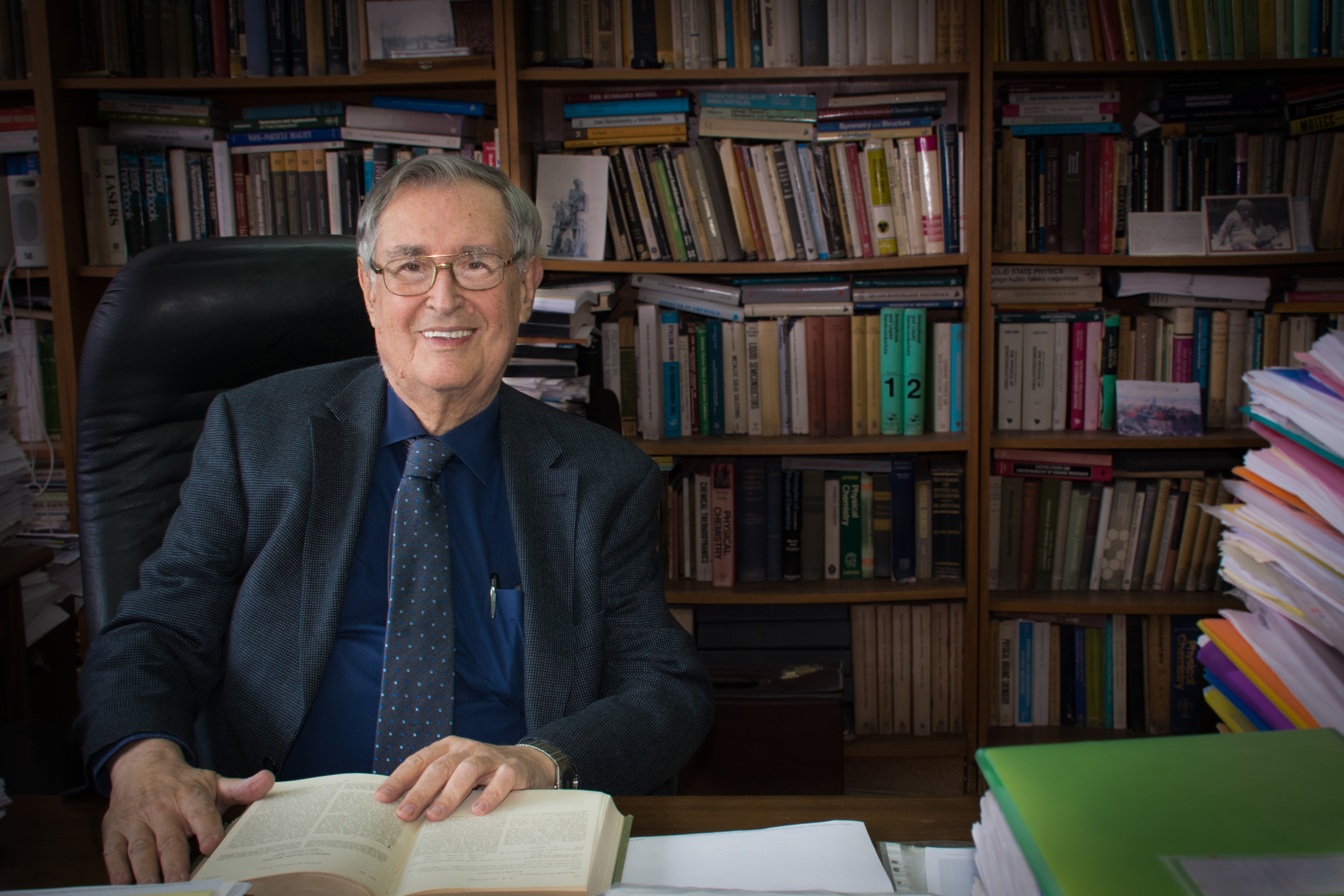
Joshua Jortner

Joshua Jortner (* 14. März 1933 in Tarnów, Polen) ist ein israelischer Chemiker, der sich mit Physikalischer Chemie und Theoretischer Chemie beschäftigt.

## Leben
Jortner kam 1940 nach Israel und studierte ab 1951 an der Hebrew University (Masterabschluss in Physikalischer Chemie 1955). 1955 bis 1959 leistete er seinen Militärdienst in der israelischen Armee. 1959 wurde er an der Hebrew University bei Gabriel Stein mit der Arbeit Basic electron transfer processes in ionic solutions promoviert. 1961 war er dort Dozent (Lecturer). Von 1962 bis 1964 war er Gastwissenschaftler an der University of Chicago, war dort 1965/66 Visiting Assistant Professor  und von 1966 bis 1972 in Teilzeit Professor.
1965 wurde er Assistenzprofessor und 1966 Professor an der Universität Tel Aviv. Von 1966 bis 1972 leitete er die Fakultät für Chemie und war gleichzeitig ab 1966 stellvertretender Rektor und 1970 bis 1972 Vizepräsident der Universität. Ab 1974 war er dort Heinemann Professor. 2003 emeritierte er.
Er war Gastprofessor an der Universität Kopenhagen, der University of California, Berkeley und der École normale supérieure.
Jortner ist bekannt für Untersuchungen vom Energietransfer und -speicherung zum Beispiel bei der Photosynthese und bei Biopolymeren und Untersuchungen zur Dynamik strahlungsloser Übergänge mit Anwendungen in Ultrakurzzeitphysik und Laserchemie.
Jortner ist Autor und Ko-Autor von über 720 wissenschaftlichen Aufsätzen (2010).
2008 erhielt er den Wolf-Preis in Chemie. Er ist siebenfacher Ehrendoktor, unter anderem der Universität Paris VI, des Weizmann-Instituts, der TU München, der FU Berlin und der Humboldt-Universität Berlin. Er erhielt den Israel-Preis, den Rothschild-Preis, den Weizmann-Preis, die Curie-Medaille der Polnischen Chemischen Gesellschaft, den Lise-Meitner-Forschungspreis und den EMET-Preis.
Er ist verheiratet und hat einen Sohn und eine Tochter.

## Mitgliedschaften
Jortner ist Mitglied der israelischen, niederländischen, rumänischen, russischen, polnischen und dänischen Akademien der Wissenschaften, der Indian National Science Academy, der Leopoldina, der Academia Europaea, der National Academy of Sciences, der American Philosophical Society und der American Academy of Arts and Sciences. Er ist Fellow der Royal Society of Chemistry. Von 1980 bis 1986 war er Vizepräsident und von 1986 bis 1995 Präsident der Israelischen Akademie der Wissenschaften.